# Армстронг (Оклахома)
Армстронг (енгл. Armstrong) град је у америчкој савезној држави Оклахома.

## Демографија
По попису из 2010. године број становника је 105, што је 36 (-25,5%) становника мање него 2000. године.
| Група             | 2000.      | 2010.      |
| Белци             | 99 (70,2%) | 64 (61,0%) |
| Афроамериканци    | 1 (0,7%)   | 2 (1,9%)   |
| Азијати           | 0 (0,0%)   | 1 (1,0%)   |
| Хиспаноамериканци | 0 (0,0%)   | 0 (0,0%)   |
| Укупно            | 141        | 105        |